# Пол Сабатие
Пол Сабатие (на френски: Paul Sabatier) е френски химик, носител на Нобелова награда за химия за 1912 г., заедно с Виктор Гриняр, „за метода на хидрогениране на органичните съединения в присъствието на финодиспергирани метали, рязко стимулирал развитието на органичната химия“.

## Биография
Роден е на 5 ноември 1854 година в Каркасон, Франция. Започва да учи в Екол нормал през 1874 г. Три години по-късно завършва с най-добрия успех в класа. През 1880 г. е удостоен със степен доктор на науките от Колеж дьо Франс.
През 1883 г. Сабатие наследява Едуар Филол във Факултета по наука и започва дълготрайно сътрудничество с Жан-Батист Сандеран, което става толкова близко, че е невъзможно да се различи работата на единия от тази на другия. Заедно те публикуват 34 статии в Отчети на Академията на науките и 11 мемоара в Бюлетин на Френското химическо общество. Реакциите за метанизиране на въглеродни оксиди са открити за пръв път от Сабатие и Сандеран през 1902 г. Двамата споделят наградата Жекер на Академията на науките през 1905 г.
След 1905 – 1906 г. двамата публикуват няколко съвместни труда, вероятно поради класическия проблем по признаването на заслугите на общата работа. Сабатие преподава наука през повечето време, преди да стане декан на Факултета по наука в Тулузкия университет през 1905 г.
Умира на 14 август 1941 година в Тулуза на 86-годишна възраст.

### Личен живот
Сабатие се жени и има четири дъщери, едната от които се омъжва за италианския химик Емилио Помилио.
Университетът Тулуза III Пол Сабатие е кръстен в чест на химика. Сабатие е съосновател на научното списание Annales de la Faculté des Sciences de Toulouse, заедно с математика Томас Йоанес Стилтес.

## Научна дейност
Първите изследвания на Сабатие засягат термохимията на сярата и металните сулфати, което става и тема на неговата докторска дисертация. В Тулуза той продължава своите физически и химически проучвания на сулфидите, хлоридите, хроматите и медните съединения. Той изучава и оксидите на азота, нитрозодисулфонатната киселина и нейните соли и провежда фундаментални изследвания върху коефициента на разделяне и абсорбционните спектри. Сабатие в голяма степен улеснява промишлената употреба на хидрогенирането.
През 1897 г., надграждайки работата на американския химик Джеймс Бойс, Сабатие открива, че включването на малко количество никел (катализатор) способства добавянето на водород към молекулите на повечето въглеродни съединения.
Редукцията на въглероден диоксид, използвайки водород под висока температура и налягане, е друго приложения на никела като катализатор за добиване на метан. Тази реакция се нарича реакция на Сабатие и се използва на Международната космическа станция за произвеждане на вода, без да се разчита на запаси от Земята.
{\displaystyle \mathrm {CO_{2}+4H_{2}\ {\xrightarrow[{\text{налягане}}]{400\ ^{\circ }C}}\ CH_{4}+2H_{2}O} }
∆H = −165 kJ/mol
(нужно е известно количество начална енергия/топлина за започване на реакцията)
Сабатие се прочува най-вече покрай тази си реакция и трудовете си като La Catalyse en Chimie Organique, който публикува през 1913 г. През 1912 г. е награден с Нобелова награда за химия заедно с Виктор Гриняр.

## Признание и почести
- Член на Френската академия на науките от 1913 г., на Британското кралско научно дружество, на Академията деи Линчеи, на Кралската шведска академия на науките и на Американското химическо общество.
- Командир на ордена на Почетния легион от 1922 г.